# 須藤元氣
須藤元氣（日语：／ Sudō Genki，1978年3月8日—），生於日本東京都江東區，政治家，前綜合格鬥、摔角選手，也是歌手、作曲家、作家。作为格斗家，他擅長巴西柔術、古典式摔跤，綽號為「變幻自在的陷阱師」（日语：変幻自在のトリックスター）；作为音乐人他創立了機械舞團體「世界秩序」（WORLD ORDER）。

## 生平
須藤元氣的父親是一名廚師，在東京開設了一間餐館名為「磯幸」。須藤在高中時開始學習古典式角力，1996年進入拓殖短期大学。1998年畢業之後，移居美國洛杉磯，曾進入聖莫尼卡學院（Santa Monica College），但很快就退學了。他在此時進入比佛利山柔術俱樂部（Beverly Hills Jiu-Jitsu Club），開始學習巴西柔術。
2001年，參與终极格斗锦标赛（UFC）。2002年開始在K-1聯盟出賽。2006年12月31日，他在最後一場比賽獲勝後，向觀眾宣布引退。
2007年11月22日，宣布結婚消息。
2009年，創立機械舞團體「世界秩序」。12月16日，在美國發表首張單典「世界秩序」，在iTunes商店中供下載，正式出道。2015年，宣布停止演出活動，轉至幕後。
2019年，須藤代表立憲民主黨參選第25屆日本參議院議員通常選舉，因為黨內排名第8而成功當選。
2020年6月15日，須藤表示在東京都知事選舉中會支持山本太郎，而非立憲民主黨力挺的宇都宮健兒。6月17日，他向立憲民主党提出離黨申請，但立憲民主党拒絕接受，表示如果他離黨的話應該同時辭去議員職務。

## 外部連結
- 官方网站 (日本語)